# Maison de Sponheim
La maison de Sponheim est une famille féodale fondée vers 1044 par le comte Siegfried Ier et éteinte en 1437. Elle a notamment détenu le duché de Carinthie de 1122 jusqu'à 1269.
La dynastie est originaire du château fort de Sponheim, en Rhénanie.

## Histoire
La branche carinthienne remonte à Siegfried Ier (mort en 1065), comte de Sponheim qui participa à l'expédition punitive de l'empereur Conrad II le Salique contre le duc Adalbéron de Carinthie en 1035. Une fois arrivé dans le sud-est de l'Empire, Siegfried, vers 1045, épousa Richgarde, fille héritière d'Engelbert IV, comte bavarois dont les possessions s'étendaient dans le Pustertal et dans la vallée de la Lavant en Carinthie. 

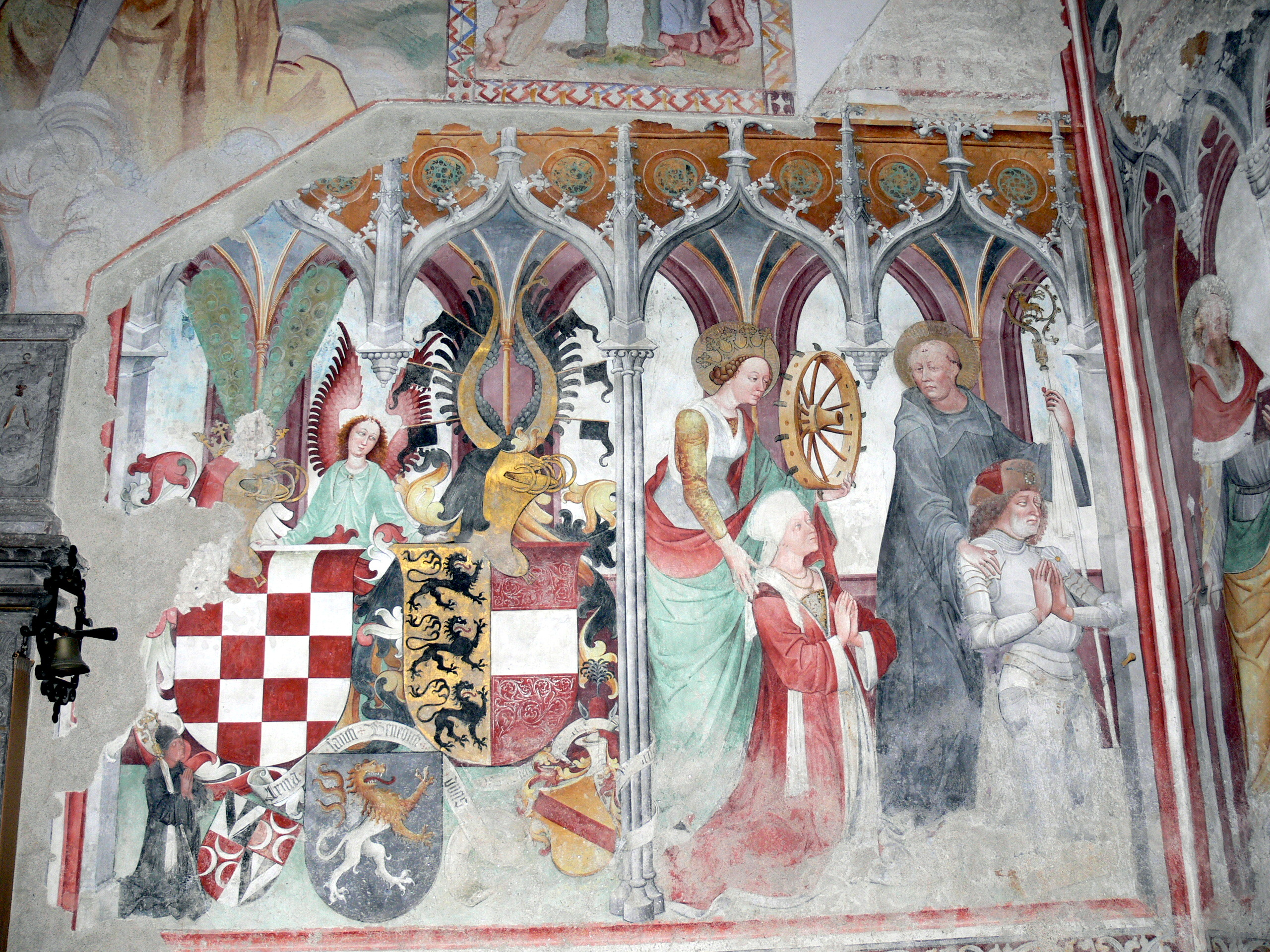
Fondation de l'abbaye de Saint-Paul (1493).

Le fils aîné de Siegfried et Richgarde, le comte Engelbert Ier (mort en 1096), héritait des domaines de son père ; néanmoins, il perdit les possessions dans le Pustertal au cours de la querelle des Investitures ayant adopté une attitude hostile à l'égard du roi Henri IV. Un adepte du pape Grégoire VII et de sa Réforme, il a fondé l'abbaye Saint-Paul du Lavanttal en 1091, avec l'aide de l'abbé Guillaume de Hirsau.
Engelbert Ier est le père de Henri de Sponheim (mort en 1123) qui a finalement été inféodé avec le duché de Carinthie et la marche de Vérone à la mort du duc Henri III d'Eppenstein en 1122, suivi par son frère cadet Engelbert II (mort en 1141), margrave d'Istrie et de Carniole depuis 1108.
En 1135 déjà, le duc Engelbert II de Carinthie se retira pour laisser la place à son fils, Ulrich Ier. Sans grands biens propres, le pouvoir des Sponheim reposait principalement sur les bonnes relations avec la dynastie impériale des Hohenstaufen. Ulrich et son fils et successeur, Henri V se querellaient beaucoup avec les nobles carinthiens, les archevêques de Salzbourg et les évêques de Bamberg. En 1151, Henri V perdit la marche de Vérone ; dix ans plus tard, au retour d'un voyage au nom de l'empereur Frédéric Barberousse, il se noie dans l'embouchure de la rivière Tagliamento. 
Il a été suivi par son frère cadet Hermann II (mort en 1181), qui est également en conflit latent avec l'aristocratie locale, et son fils Ulrich II, atteint d'une grave maladieaprès sa participation à la croisade d'Henri VI en 1197-1198. Son frère Bernard a 
accédé au pouvoir en tant que régent puis duc à la mort d'Ulrich II en 1202. Bernard, un habile souverain, a réussi à renforcer la position des Sponheim dans la Carinthie.
Le fils de Bernard, Ulrich III, duc à partir de 1256, a pu acquérir de grands domaines en Carniole et dans la marche windique par son mariage avec Agnès d'Andechs, fille du duc Othon Ier de Méranie. Sans héritiers, il léguait, juste avant son décès en 1269, ses terres au roi Ottokar II de Bohême, au détriment de son frère cadet Philippe. Les forces d'Ottokar occupent la Carinthie mettant fin à la dynastie des ducs qui s'étend sur un siècle et demi.

## Filiation
- Siegfried (1010/15–1065), comte de Sponheim, comte dans le Pustertal et dans le Lavanttal
  - Engelbert (mort en 1096), margrave d'Istrie, fondateur de l'abbaye Saint-Paul du Lavanttal
    - Henri IV (1065/70-1123), duc de Carinthie et margrave de Vérone
    - Engelbert II (mort en 1141), margrave de Carniole et d'Istrie, duc de Carinthie et margrave de Vérone
      - Ulrich Ier (mort en 1144), duc de Carinthie et margrave de Vérone
        - Henri V (mort en 1161), duc de Carinthie, margrave de Vérone jusqu'en 1151
        - Herman II (mort en 1181), duc de Carinthie
          - Ulrich II (v.1176–1202), duc de Carinthie
          - Bernard (1180–1256), duc de Carinthie
            - Ulrich III (v.1220–1269), margrave de Carniole depuis 1248, duc de Carinthie
            - Philippe (mort en 1279), archevêque élu de Salzbourg, patriarche d'Aquilée

        - Ulrich (mort avant 1161), comte de Laibach
        - Gottfried (mort avant 1144), moine
        - Pilgrim Ier (mort en 1161), patriarche d'Aquilée(?)

      - Engelbert III (mort en 1173), margrave d'Istrie, marquis de Toscane
      - Henri (mort en 1169), évêque de Troyes
      - Rapoto Ier (mort en 1186), ancêtre des comtes d'Ortenbourg
      - Hartwig II (mort en 1164), évêque de Ratisbonne

    - Bernard (mort en 1147), fondateur de l'abbaye de Viktring
    - Siegfried Ier (mort en 1132), comte de Lebenau
      - Frédéric
      - Siegfried II (mort v.1163), comte de Lebenau
        - Siegfried III (mort en 1190), comte de Lebenau
        - Otto Ier (mort en 1205), comte de Lebenau
          - Siegfried IV (mort en 1210), comte de Lebenau
          - Bernard Ier (mort en 1229), comte de Lebenau

    - Hartwig Ier (v.1070-1126), évêque de Ratisbonne

  - Hartwig (mort en 1102), archevêque de Magdebourg
  - Herman (mort en 1118), burgrave de Magdebourg

## Armorial
|  | Armes des ducs de Carinthie jusqu'en 1246    |
|  | Armes des ducs de Carinthie à partir de 1246 |
|  | Armes de la branche de Starkenburg           |
|  | Armes de la branche de Kreuznach             |